# Elena Postigo Solana
Elena M. Postigo Solana (Segovia, 1968) es una filósofa y bioeticista española. Profesora Adjunta de filosofía y bioética y directora del Instituto de Bioética de la Universidad Francisco de Vitoria.

## Trayectoria profesional
Elena Postigo nació en Segovia. A los trece años se trasladó a Madrid y allí cursó sus estudios de Bachillerato. Con dieciocho años se traslada a Milán donde estudió Filosofía en la Università del Sacro Cuore de Milán y se licenció con una tesis sobre la Filosofía della persona. Posteriormente se especializó en Ética y Ciencias en Roma con una tesina sobre La relación ética-técnica en Hans Jonas. Ética de la responsabilidad.
En el año 2000 obtuvo el Doctorado en Bioética en la Universidad del Sacro Cuore de Roma (Facultad Agostino Gemelli) con la tesis doctoral titulada Il problema mente-cervello: la morte e il concetto di morte cerebrale. Ricerche empiriche, filosofiche e bioetiche, dirigida por el profesor Elio Sgreccia.
Postigo entiende la Bioética como “el estudio sistemático e interdisciplinar de las acciones del ser humano sobre la vida humana, animal y vegetal, considerando su fundamentación antropológica y sus implicaciones éticas, con la finalidad de ver racionalmente aquello que es bueno para el ser humano, las futuras generaciones y el ecosistema, tomar decisiones prácticas, encontrar una posible solución clínica o elaborar una normativa jurídica adecuada”.

### Puestos académicos
Durante el tiempo en que realizaba su tesis doctoral en Roma fue Assistente didattica de Bioética en el Gemelli de Roma. Posteriormente, a su regreso a España tras doce años entre Milán y Roma, fue Profesora Ayudante de Ética y Fundamentos de Bioética en el Departamento de Filosofía de la Universidad de Navarra. Trabajó durante unos años en la Universidad CEU San Pablo de Madrid, donde fue Vicerrectora de Investigación durante dos años, y posteriormente es Profesora Adjunta de Antropología y Bioética en la Universidad Francisco de Vitoria de Madrid, donde también dirige el Instituto de Bioética. 
Es docente de Fundamentos de Bioética en varios Másteres oficiales de Bioética y fue Profesora Asociada de Bioética y Ética fundamental en la Universidad Pontificia de Salamanca.

#### Otras actividades académicas
Fue Secretaria General de AEBI, Asociación Española de Bioética y Ética Médica (2003), y es vocal de su Junta Directiva. Fue Vicerrectora de Investigación de la Universidad CEU San Pablo (2009-2011). Durante ese mismo tiempo fue Presidenta del Comité de Ética de la Investigación y de la Comisión de Doctorado de la misma Universidad.  
En 2006 realizó una estancia postdoctoral en la Universidad de Oxford donde fue Academic Visitor del Oxford Uehiro Center for Practical Ethics. En 2012 realizó otra estancia de investigación como Independent Researcher del mismo centro. Allí conoció a los transhumanistas de primera mano y su investigación se centró a partir de entonces en la investigación sobre esta corriente y las cuestiones emergentes en bioética. 
Desde 2011 es profesora visitante y miembro del Comité Científico del Centro di Ateneo di Bioética de la Università del Sacro Cuore de Milán (Italia). Además, desde 2021, es miembro del Comité directivo del Centro di Ricerca di studi sulla persona Adriano Bausola.
Es Research Scholar de la UNESCO Chair in Bioethics and Human Rights, Roma.
Es directora académica de la Cátedra Internacional de Bioética Jérôme Lejeune, de la Fundación Jérôme Lejeune, donde coordina la formación, investigación y publicaciones en Bioética. Desde 2005 es miembro correspondiente de la Pontificia Academia pro Vita, en Roma.

### Investigación y publicaciones
Desde 2007 investiga sobre el paradigma Transhumanista, sus fundamentos filosóficos e implicaciones bioéticas, sobre la Ética del mejoramiento humano y la naturaleza humana. Estudia las implicaciones bioéticas que pueden derivar del transhumanismo, corriente cultural que busca la mejora de la especie humana mediante la ciencia y la técnica, que pretende la creación de una sociedad mejorada sin dolor, discapacidad o sufrimiento. En junio de 2021 ha dirigido un congreso donde se ha abordado el transhumanismo desde distintas perspectivas tanto filosófica, científica, bioética, deportiva, política, etc.
Postigo Solana promueve y colabora con varios proyectos de investigación sobre transhumanismo y cuestiones emergentes en Bioética. Especialmente preocupada por la aplicación de las tecnologías emergentes y convergentes al ser humano (edición genética, Neurociencia, nanotecnología e IA).
Es Miembro del Comité Editorial de las Revistas: “Cuadernos de Bioética” (España), "Medicina y Ética" (México), “Bioética y Persona” (Colombia), "Comprendre" (España).
Es autora y coeditora de varios libros:   
- Tomás, Postigo, Gloria, Elena (2007). Bioética personalista: ciencia y controversias. Ediciones Internacionales Universitarias;. ISBN 978-8484691969.
- González, Aulestiarte, Postigo, Ana Marta, Susana, Elena. Vivir y morir con dignidad. Temas fundamentales de bioética en una sociedad plural: Jornadas celebradas del 21 al 23 de octubre de 1999, en Pamplona (Navarra). EUNSA. EDICIONES UNIVERSIDAD DE NAVARRA. ISBN 978-8431319465.
- E. Postigo, A. González (2020), Fundamentos de Bioética, Editorial Jérôme Lejeune. ISBN: 978-84-945859-8-2.
- F. Torralba, M. Esquerra, E. Postigo, El poder de las biotecnologías, Editorial Milenio 2022. ISBN: 978-84-9743-965-7.

También ha publicado numerosos artículos sobre temas de Fundamentación bioética y de bioética especial.